# Paul Bruger
Paul Bruger (* 27. November 1872 in Kamenz; † 11. November 1960 in Bautzen) war ein deutscher Lehrer, Kommunalpolitiker und Heimatforscher.

## Leben
Paul Bruger war das älteste Kind von fünf Geschwistern und wuchs nach dem frühen Tod des Vaters bei Pflegeeltern auf. Zunächst besuchte er die Dorfschule in Spittel bei Kamenz, dann nach dem Umzug nach Dresden die dortige katholische Bürgerschule. Ab 1886 besuchte er das katholische Lehrerseminar in Bautzen und war dann ab 1892 als Volksschullehrer in Reichenau bei Zittau, Radeberg und Leipzig tätig. An der Universität Leipzig nahm er ein Werkstudium auf und belegte Vorlesungen in Geographie, Geschichte, Deutsch, Pädagogik und Philosophie.
1901 kehrte er als Lehrer an das katholische Lehrerseminar in Bautzen zurück, wo er 1908 Seminaroberlehrer und 1924 Studienrat wurde.
Bruger war von 1918 an in Bautzen Stadtverordneter und ab 1920 als Dezernent für Volksbildung, Museums- und Theaterangelegenheiten in der städtischen Verwaltung. Er leitete das Dezernat fast 15 Jahre, bis ihn die Nationalsozialisten absetzten.
Nach 1945 lehrte er an der Bautzener Wirtschaftsoberschule, war wieder Stadtrat und leitete von 1945 bis 1948 den Kreis- und Ortsverband der CDU. Gegen Ende der 1940er Jahre musste er aus gesundheitlichen Gründen alle seine Ämter niederlegen.
Paul Bruger war Mitbegründer der Gesellschaft für Vorgeschichte und Geschichte der Oberlausitz zu Bautzen, beteiligte sich an vorgeschichtlichen Ausgrabungen und schrieb zahlreiche Beiträge zur Lausitzer Kunstgeschichte, die unter anderem in den Bautzener Geschichtsheften und im Bautzener Tageblatt erschienen.
Sein Grab befindet sich auf dem Nikolaifriedhof in Bautzen.

## Schriften (Auswahl)
- Michael Sporer, Mattheus Crocinus, Sigismund Heinrich Kauderbach und andere Bautzener Maler bis zum Ausgange des 17. Jahrhunderts. In: Bautzener Geschichtshefte 1, 1915, S. 28–63.
- Jacob Vogels Komödie „Bautzensturm 1620“. In: Bautzener Geschichtshefte 3, 1920, S. 42–57.
- Das Gräberfeld an der Artilleriekaserne in Bautzen. In: Jahresheft der Gesellschaft für Anthropologie und Vorgeschichte der Oberlausitz. 3. Band, Heft 1, 1920, S. 35–48.
- Goldschmiede und Goldschmiedearbeiten im alten Bautzen.  In: Bautzener Geschichtshefte 16, 1938, S. 34–75.
- Bilder vom Stadtbrande 1634. In: 1000 Jahre Bautzen. Brandgedenken 1634–1934. Bautzen 1934, S. 57–60.
- Altertumsfunde in der Bautzener Liebfrauenkirche. In: Bautzener Geschichtshefte 15, 1937, S. 40–45.
- Goldschmiede und Goldschmiedearbeitenim alten Bautzen. In: Bautzener Geschichtshefte 16, 1938, S. 34–75.